# جوناثان دور برادلي
جوناثان دور برادلي هو سياسي أمريكي، ولد في أبريل 1803، وتوفي في 8 سبتمبر 1862.